# Бекелешть
Бекелешть, Бекелешті (рум. Băcălești) — село у повіті Телеорман в Румунії. Входить до складу комуни Келмецую-де-Сус.
Село розташоване на відстані 110 км на захід від Бухареста, 42 км на захід від Александрії, 85 км на схід від Крайови.

## Населення
За даними перепису населення 2002 року у селі проживали 1299 осіб, з них 1297 осіб (99,8%) румунів. Рідною мовою 1298 осіб (99,9%) назвали румунську.